# Claude Baker
Claude Baker, nome completo W. Claude Baker Jr., (Lenoir, 12 aprile 1948), è un compositore statunitense di musica classica contemporanea.

## Biografia
Claude Baker ha conseguito una laurea B.M. (Bachelor of Music), magna cum laude, presso la East Carolina University nel 1970. Successivamente ha studiato composizione alla Eastman School of Music con Samuel Adler e Warren Benson e detiene il titolo di M.M. (Master of Music) (1973) e D.M.A. (Doctor of Musical Arts) (1975) attribuitigli da quella istituzione.
Attualmente è professore ordinario di composizione della Jacobs School of Music presso l'Università dell'Indiana di Bloomington, dove è anche il destinatario del Tracy M. Sonneborn Award universitario per i successi nei settori dell'insegnamento e della ricerca. Prima della sua nomina all'Indiana aveva prestato servizio presso le facoltà dell'Università della Georgia e dell'Università di Louisville ed era stato professore invitato presso la Eastman School of Music. Nell'arco di otto anni, dal 1991 al 1999, ha ricoperto la carica di Compositore in Residenza della Saint Louis Symphony, una delle più lunghe residenze di questo tipo con qualsiasi orchestra principale del paese. Durante questo periodo avviò numerosi progetti basati sulla comunità, il più notevole dei quali è stata la creazione di programmi di composizione a più livelli nelle scuole pubbliche di St. Louis. In riconoscimento dei suoi contributi alla vita culturale della città, è stato premiato con una laurea ad honorem dall'Università del Missouri-St. Louis nel 1999.
Tra le molte orchestre oltre a quelle di St. Louis che hanno commissionato e/o eseguito la sua musica ci sono quelle di San Francisco, Atlanta, Pittsburgh, Indianapolis e Nashville, così come la New York Philharmonic, la National Symphony Orchestra, l'Orquesta Sinfonica de RTV Española, l'Orquesta Nacional de España, il Musikkollegium Winterthur e la Staatskapelle Halle. Altre formazioni comprendono la Cleveland Chamber Symphony, l'Esprit Orchestra, le Voices of Change, l'American Modern Ensemble, il Left Coast Chamber Ensemble, l'Empyrean Ensemble, l'Ensemble ACJW, il Momenta String Quartet e il Pacifica String Quartet (con la pianista Ursula Oppens). Le sue opere sono pubblicate da Lauren Keizer Music e Carl Fischer e sono registrate sulle etichette Naxos, ACA, Gasparo, Jeanné, IUMusic, TNC e Louisville First Edition.

## Riconoscimenti
Le onorificenze professionali che ha ricevuto come compositore comprendono un Academy Award in Musica dall'American Academy of Arts and Letters, due premi Kennedy Centre Friedheim, un premio "Manuel de Falla" del governo spagnolo, il premio Pogorzelski-Yankee della American Guild of Organists i premi Eastman-Leonard e George Eastman, i Premi BMI-SCA e ASCAP, incarichi di lavoro dalla Koussevitzky Music Foundation, dalla Fromm Music Foundation, dal Barlow Endowment for Music Composition e da Meet the Composer (ora, New Music USA); una residenza Paul Fromm all'American Academy in Rome e borse della John Simon Guggenheim Memorial Foundation, National Endowment for the Arts, Rockefeller Foundation, Bogliasco Foundation e State Art Council dell'Indiana, Kentucky e New York.

### Ascolto
- Claude Baker page audio samples, su music.indiana.edu.

| Controllo di autorità | VIAF (EN) 55725545 · ISNI (EN) 0000 0000 2928 6613 · Europeana agent/base/22158 · LCCN (EN) n88615038 · GND (DE) 1089251521 · BNF (FR) cb16675895d (data) · J9U (EN, HE) 987007419286805171 |